# Poliopastea vittata
Poliopastea vittata är en fjärilsart som beskrevs av Walker 1854. Poliopastea vittata ingår i släktet Poliopastea och familjen björnspinnare. Inga underarter finns listade i Catalogue of Life.